# Timofei Iwanowitsch Uljanzew
Timofei Iwanowitsch Uljanzew, russisch Тимофей Иванович Ульянцев, eigentlich T. I. Otradnew (1888 im Bezirk Dmitrowsk – 28. Juli 1919 in Lənkəran) war ein russischer Revolutionär.

## Leben
Uljanzew (eigentlich: T. I. Otradnew) wurde im Gouvernement Orjol geboren. 1911 trat er den Bolschewiki bei. Als Matrose leitete er die Parteizelle auf dem Kreuzer Rossija. 1916 wurde er zu acht Jahren Zwangsarbeit verurteilt. 1917 war er Delegierter auf dem siebten Parteitag. Er nahm an der Oktoberrevolution in Petrograd und Kronstadt teil. Danach organisierte er Abteilungen zur Versorgung Petrograds mit Getreide.
Uljanzew fiel am 28. Juli 1919 in Lənkəran im Kampf gegen die Weißgardisten.